# Reuplemmeles hobartensis
Reuplemmeles hobartensis är en insektsart som beskrevs av Evans 1938. Reuplemmeles hobartensis ingår i släktet Reuplemmeles och familjen dvärgstritar. Inga underarter finns listade i Catalogue of Life.